# Sisakos baziliszkusz
A sisakos baziliszkusz (Basiliscus basiliscus) a hüllők (Reptilia) osztályának a pikkelyes hüllők (Squamata) rendjéhez, ezen belül a gyíkok (Sauria vagy Lacertilia) alrendjéhez, a leguánalakúak (Iguania) alrendágához és a Corytophanidae családjához tartozó Basiliscus nem egyik faja. A hüllők közül ezek az állatok tudnak a legjobban két lábon futni.

## Elterjedése, élőhelye
Egész Közép-Amerika és Északnyugat-Kolumbia, trópusi folyók és patakok, dús part menti növényzetben él.

## Megjelenése
Olajbarna színű leguánféle. 80 cm hosszúra nő, testén taraj húzódik, fején bőrlebeny sisakot visel. Ujjai rendkívül hosszúak, hátsó lábai a békák erőteljes lábaira hasonlítanak. Oldalról összenyomott farkának hossza testének kétszerese.

## Életmódja
A vízparti sűrű növényzet között rejtőzködve él. Kisebb állatokat – főleg gerincteleneket – és gyümölcsöket eszik. Táplálékszerzés közben gyorsan mozog. Ha veszélybe kerül, azonnal a földre ugrik és hátsó lábaira ágaskodva elszalad. 4-5 évig él, fogságban pedig 15-20 évig is élhet.
Más gyíkfajokhoz hasonlóan a hátsó lábain menekül, de előtte mind a négy lábán felgyorsul, lendületet vesz és csak ezután ágaskodik fel. A baziliszkusznak a folyók és a tavak sem jelentenek akadályt. A víz felszínén futva sem süllyed el. Gyorsasága, szapora lépései és hosszú lábujjai lehetővé teszik, hogy a víztükrön paskolva 12 km/h-s sebességgel haladhasson. Láttak egy példányt amely átrohant egy 400 m-es tavon, anélkül hogy elsüllyedt volna. A "vízen járás" segít elmenekülnie a szárazföldi ragadozók elől.
Úszni is legalább ilyen jól tud, néha hosszú időre a víz alá bukik, így kerüli el a veszélyt.

## Szaporodása
A nőstény üreget ás, 18 tojást rak, majd betemeti őket. 3 hónap múlva kelnek ki a 7–8 cm hosszú fiatal baziliszkuszok. A tojások feltörése és a fészek elhagyása 3 órába is kerülhet.

## Mitológiában
A mesebeli baziliszkusz egy olyan lény, amely a kakas, a sárkány és a gyík keveréke. Kinézetre a kígyóhoz hasonlít, fehér diadémjellegű folttal a fején, amelyet gyakran koronának ábrázolnak. Sokszor ábrázolják hatalmas sárkánygyíkként is. Nevének jelentése „kis király” görögül.

## Linkek
- A National Geographic videója a vizen futó baziliszkuszról